# Hesarak (huyện)
Hisarak là một huyện thuộc tỉnh Nangarhar, Afghanistan. Dân số thời điểm năm 1999 là 23,199 người.